# 蒙塔爾文馬諾 (加利福尼亞州)
蒙塔爾文馬諾（英語：Montalvin Manor）是位於美國加利福尼亞州康特拉科斯塔縣的一個人口普查指定地區。

## 地理
蒙塔爾文馬諾的座標為37°59′44″N 122°19′58″W / 37.99556°N 122.33278°W，而該地最高點為海拔高度21米（即69英尺）。

## 人口
根據2010年美國人口普查的數據，蒙塔爾文馬諾的面積為0.884平方千米，當中陸地面積為0.884平方千米，而水域面積為0.230平方千米。當地共有人口2876人，而人口密度為每平方千米3,253人。